# James Stewart Jr.
James Stewart Jr.   (Bartow, 21 de desembre de 1985), conegut familiarment com a Bubba Stewart, és un antic pilot professional de motocròs nord-americà. Va competir als Campionats AMA entre el 2002 i el 2014 i en va guanyar tres títols de motocròs i quatre de supercross. A banda, va guanyar dues vegades el Motocross des Nations amb la selecció dels Estats Units. Amb 50 victòries en Nationals, és el tercer pilot amb més èxit de la història de l'AMA Supercross i, amb 48, el segon de l'AMA Motocross.
Pilot carismàtic i espectacular, James Stewart va ser el primer afroamericà a obtenir èxits destacats i guanyar títols professionals en l'esport del motocròs i va deixar-hi una forta empremta. Va innovar tant la modalitat del supercross com la del motocròs tradicional amb un estil revolucionari. Gràcies a la precocitat dels seus èxits i a la seva personalitat extravertida, va atraure nous espectadors cap aquest esport i va arribar a ser considerat com al "Tiger Woods del supercross". Dotat d'una força física excepcional, així com d'una gran agilitat i coratge, al seu moment es va consolidar com a un dels pilots de motocròs més ràpids de tots els temps, fins al punt que tant el seu gran rival Ricky Carmichael com molts mitjans nord-americans l'anomenaven The Fastest Man on The Planet ("l'home més ràpid del planeta"). Com a contrapartida, però, aquestes característiques el portaren sovint a anar més enllà del límit, fent-lo perdre curses i campionats per culpa de caigudes espectaculars.
L'any 2022, Stewart fou incorporat a l'AMA Motorcycle Hall of Fame.

## Trajectòria esportiva

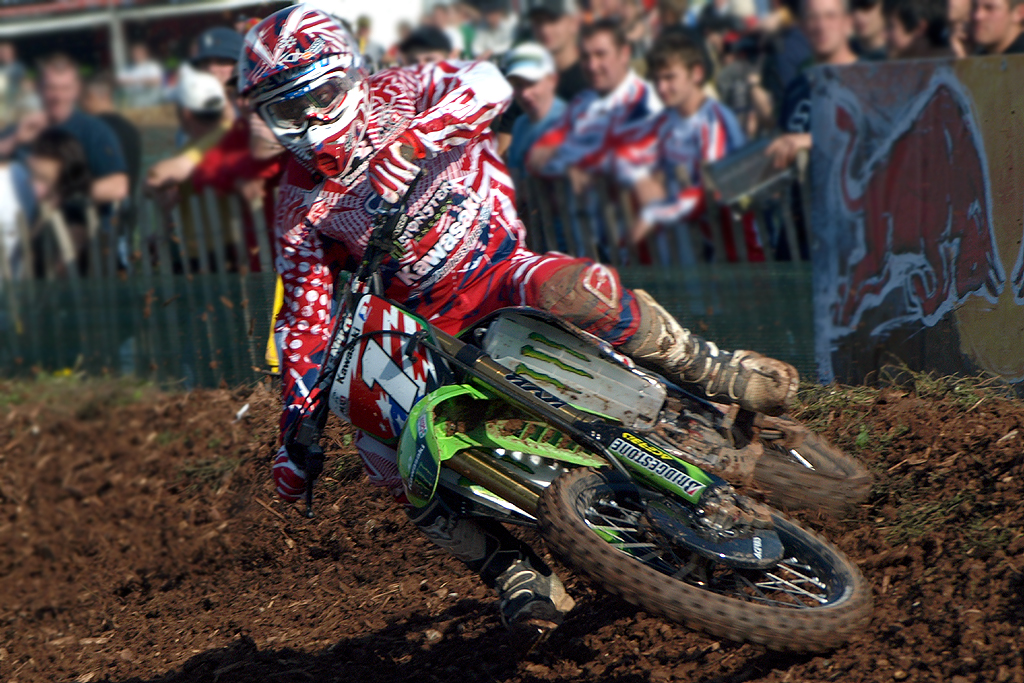
Al Motocross des Nations del 2008

James Stewart va disputar la seva primera cursa de motocròs infantil a quatre anys, el 1990. Des d'aleshores fins al 2001 va guanyar 11 campionats amateurs (Loretta Lynn's Amateur Championship). El 2002, a setze anys, va esdevenir corredor professional i aquell any mateix, dins l'equip oficial de Kawasaki, va guanyar el seu primer campionat AMA de motocròs en la cilindrada dels 125cc i va quedar segon al de supercross de la divisió de la Regió Oest. El 2003 va guanyar el de supercross i el 2004 els va guanyar tots dos.
El 2006, pujat a la categoria principal (450, anomenada aleshores simplement "MX"), Stewart fou quart al campionat de motocròs i subcampió al de supercross darrere Ricky Carmichael. Aquell any va guanyar el Motocross des Nations com a membre de la selecció dels Estats Units, al costat de Ryan Villopoto i Ivan Tedesco. El 2007 va guanyar el campionat de supercross i el 2008, el de motocròs. Aquest darrer any va tornar a guanyar el Motocross des Nations amb la selecció americana.
El 2009, Stewart va fitxar per Yamaha i va tornar a guanyar el campionat de supercross, el qual hauria de ser el darrer de la seva carrera (aquell any no va participar al campionat de motocròs). A partir de la temporada del 2010, la mala sort l'assetjà i va entrar en una espiral d'accidents, malentesos amb els seus equips i lesions. El 2011, el seu germà petit Malcolm va començar a competir als campionats AMA de motocròs i supercross com a professional. A mitjan temporada del 2012, James abandonà Yamaha i passà a pilotar una Suzuki de l'equip Yoshimura. Entre el 2010 i el 2014, els seus millors resultats varen ser sengles quarts llocs finals al campionat de supercross (2011 i 2014).

### Retirada

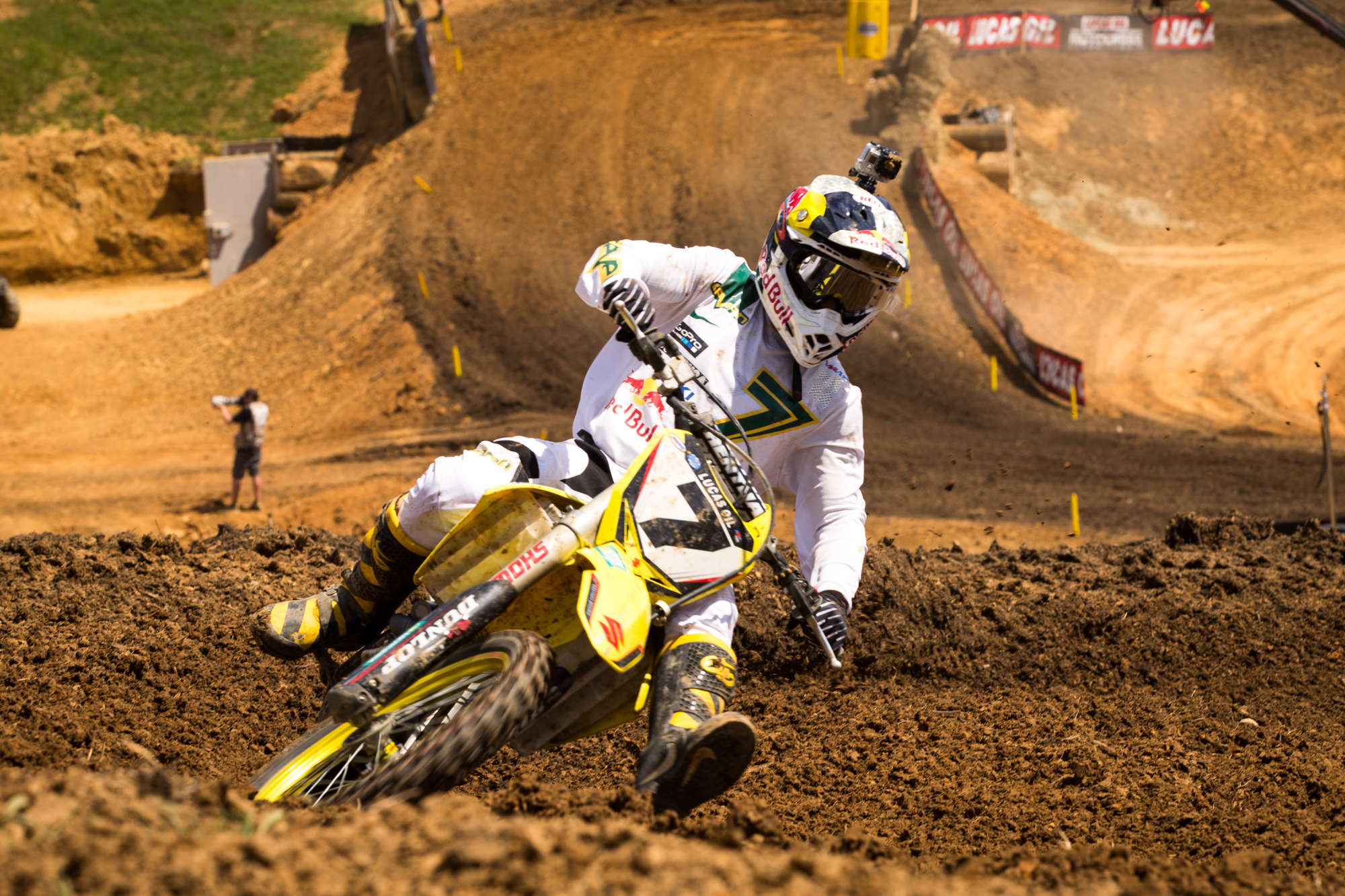
Stewart amb la Suzuki el 2013

La temporada del 2014, quan semblava que havia aconseguit remuntar de nou, va donar positiu en un test antidopatge al final d'una cursa a Seattle, amb importants rastres d'amfetamina. La presència d'aquesta substància a la mostra era la conseqüència d'haver pres el fàrmac Adderall, que li prescrivien habitualment, però per al qual no va poder obtenir l'exempció terapèutica de l'AMA per un error al formulari a l'hora de demanar-lo. Al desembre, Stewart va ser apartat de qualsevol competició durant un període de setze mesos, passats els quals va tornar desmotivat i en visible baixa forma al Red Bull Straight Rhythm al final de la temporada del 2015, un esdeveniment que encara va aconseguir guanyar.
Poc després, però, mentre es preparava per a la temporada 2016, va travessar una nova ratxa d'accidents i lesions que va culminar amb la commoció cerebral que va patir a la primera ronda del campionat de supercross del 2016, a Anaheim, quan es va estavellar a causa d'un contacte violent amb Ryan Dungey mentre anava segon. Va intentar reprendre la temporada de supercross fins que diversos accidents i avaries mecàniques el menaren a una retirada anticipada. Pel que fa a la temporada de motocròs, va mostrar-hi la mateixa tendència. A finals d'any va entrar en un període de silenci, del qual va sortir a l'abril del 2019, en què anuncià oficialment la seva retirada definitiva de les competicions.

## Innovacions
El seu estil de pilotatge explosiu i sobtat esdevingué un referent per als rivals i futurs pilots, tot ells intentant d'emular el famós Bubba Scrub ("frec d'en Bubba"), una tècnica particular que ell va perfeccionar i que consisteix a "aplanar" horitzontalment la motocicleta als salts per tal d'anticipar així l'aterratge i adquirir velocitat i ritme més aviat. Altres característiques peculiars del seu estil van ser la velocitat als whoops (trams del circuit formats per diversos sotracs consecutius, anomenats bumps en anglès) i la capacitat d'interpretar de forma extrema seccions rítmiques formades per diversos salts propers.

## Palmarès

### Títols per any
| Any  | Equip    | Campionat             | Classe       |
| ---- | -------- | --------------------- | ------------ |
| 2002 | Kawasaki | AMA Motocross         | 125cc        |
| 2003 | Kawasaki | AMA Supercross        | 125cc (West) |
| 2004 | Kawasaki | AMA Supercross        | 125cc (East) |
| 2004 | Kawasaki | AMA Motocross         | 125cc        |
|      |          |                       |              |
| 2006 | Kawasaki | Motocross des Nations | -            |
| 2007 | Kawasaki | AMA Supercross        | 450cc        |
| 2008 | Kawasaki | AMA Motocross         | 450cc        |
| 2008 | Kawasaki | Motocross des Nations | -            |
| 2009 | Yamaha   | AMA Supercross        | 450cc        |

1. ↑  Rang de Campionat del Món FIM

### Resum
- 3 Campionat AMA de motocròs (1 x 450cc, 2 x 125cc)
- 4 Campionats AMA de Supercross (2 x 450cc, 2 x 125cc)
- 1 Campionat del Món de supercross
- 2 Motocross des Nations

### Resultats per any als campionats AMA
(Llegenda)
| Any Campionat | Rda 1 | Rda 2 | Rda 3 | Rda 4 | Rda 5 | Rda 6 | Rda 7 | Rda 8 | Rda 9 | Rda 10 | Rda 11 | Rda 12 | Rda 13 | Rda 14 | Rda 15 | Rda 16 | Rda 17 | Posició mitjana | % Podis | Posició |
| ------------- | ----- | ----- | ----- | ----- | ----- | ----- | ----- | ----- | ----- | ------ | ------ | ------ | ------ | ------ | ------ | ------ | ------ | --------------- | ------- | ------- |
| 2002 SX-W     | 2     | 1     | 2     | 1     | 11    | -     | -     | -     | -     | -      | 10     | -      | -      | 16     | 1      | 1      | -      | 5,00            | 67%     | 2n      |
| 2002 125 MX   | 1     | 1     | 12    | 6     | 1     | 1     | 1     | 1     | 1     | 1      | 1      | 1      | -      | -      | -      | -      | -      | 2,33            | 83%     | 1r      |
| 2003 SX-W     | 2     | 1     | 1     | 1     | 1     | 1     | -     | -     | -     | -      | -      | -      | -      | 1      | 1      | 21     | -      | 3,33            | 89%     | 1r      |
| 2003 125 MX   | OUT   | OUT   | OUT   | OUT   | 1     | 1     | 1     | 1     | 1     | 1      | 1      | -      | -      | -      | -      | -      | -      | 1,00            | 100%    | 3r      |
| 2004 SX-E     | -     | -     | -     | -     | -     | -     | 1     | 1     | 1     | 1      | 1      | OUT    | 1      | -      | -      | 1      | -      | 1,00            | 100%    | 1r      |
| 2004 125 MX   | 1     | 1     | 1     | 1     | 7     | 1     | 1     | 1     | 1     | 1      | 1      | 1      | -      | -      | -      | -      | -      | 1,50            | 92%     | 1r      |
| 2005 250 SX   | 5     | OUT   | OUT   | OUT   | OUT   | OUT   | OUT   | OUT   | OUT   | OUT    | 3      | 1      | 4      | 1      | 1      | OUT    | -      | 2,50            | 67%     | 10è     |
| 2005 250 MX   | 12    | 2     | 38    | 3     | 3     | 37    | OUT   | OUT   | OUT   | 11     | OUT    | OUT    | -      | -      | -      | -      | -      | 15,10           | 43%     | 10è     |
| 2006 450 SX   | 1     | 3     | 3     | 1     | 8     | 1     | 17    | 3     | 2     | 6      | 1      | 1      | 1      | 2      | 1      | 1      | -      | 3,25            | 81%     | 2n      |
| 2006 450 MX   | 1     | 39    | 4     | OUT   | 2     | 40    | 3     | 1     | 4     | 2      | 2      | 1      | -      | -      | -      | -      | -      | 9,00            | 64%     | 4t      |
| 2007 450 SX   | 1     | 1     | 1     | 2     | 1     | 1     | 5     | 1     | 2     | 1      | 1      | 1      | 1      | 1      | 1      | 1      | -      | 1,38            | 94%     | 1r      |
| 2007 450 MX   | 2     | 2     | 2     | 2     | 2     | OUT   | 1     | 8     | OUT   | OUT    | OUT    | OUT    | -      | -      | -      | -      | -      | 2,71            | 86%     | 7è      |
| 2008 450 SX   | 2     | 1     | OUT   | OUT   | OUT   | OUT   | OUT   | OUT   | OUT   | OUT    | OUT    | OUT    | OUT    | OUT    | OUT    | OUT    | OUT    | 1,50            | 100%    | 23è     |
| 2008 450 MX   | 1     | 1     | 1     | 1     | 1     | 1     | 1     | 1     | 1     | 1      | 1      | 1      | -      | -      | -      | -      | -      | 1,00            | 100%    | 1r      |
| 2009 450 SX   | 19    | 1     | 1     | 1     | 1     | 1     | 1     | 1     | 2     | 7      | 1      | 2      | 1      | 1      | 2      | 1      | 3      | 2,70            | 88%     | 1r      |
| 2009 450 MX   | OUT   | OUT   | OUT   | OUT   | OUT   | OUT   | OUT   | OUT   | OUT   | OUT    | OUT    | OUT    | -      | -      | -      | -      | -      | OUT             | OUT     | OUT     |
| 2010 450 SX   | 1     | 15    | 3     | OUT   | OUT   | OUT   | OUT   | OUT   | OUT   | OUT    | OUT    | OUT    | OUT    | OUT    | OUT    | OUT    | OUT    | 6,33            | 67%     | 20è     |
| 2010 450 MX   | OUT   | OUT   | OUT   | OUT   | OUT   | OUT   | OUT   | OUT   | 11    | OUT    | OUT    | OUT    | -      | -      | -      | -      | -      | 11,00           | 0%      | 35è     |
| 2011 450 SX   | 3     | 1     | 2     | 1     | 1     | 15    | 3     | 4     | 9     | 2      | 18     | 4      | 4      | 1      | 1      | 10     | 15     | 5,52            | 53%     | 4t      |
| 2011 450 MX   | OUT   | OUT   | OUT   | OUT   | OUT   | OUT   | OUT   | OUT   | OUT   | OUT    | OUT    | OUT    | -      | -      | -      | -      | -      | OUT             | OUT     | OUT     |
| 2012 450 SX   | 6     | 8     | 3     | 1     | 2     | 15    | 6     | 3     | 5     | 1      | OUT    | OUT    | 20     | OUT    | OUT    | OUT    | OUT    | 6,36            | 45%     | 7è      |
| 2012 450 MX   | 1     | 1     | 40    | 13    | OUT   | 3     | OUT   | OUT   | OUT   | 15     | OUT    | OUT    | -      | -      | -      | -      | -      | 12,16           | 50%     | 12è     |
| 2013 450 SX   | 8     | 7     | 12    | 19    | 4     | 4     | 20    | 1     | 2     | 8      | 3      | 7      | 19     | 18     | OUT    | OUT    | OUT    | 9,64            | 21%     | 10è     |
| 2013 450 MX   | 3     | 7     | 4     | 19    | 12    | 10    | 2     | 3     | 1     | 11     | 40     | OUT    | -      | -      | -      | -      | -      | 10,18           | 36%     | 5è      |
| 2014 450 SX   | 17    | 4     | 2     | 2     | 7     | 1     | 1     | 11    | 7     | 18     | 1      | 1      | 1      | 5      | 2      | 22     | 22     | 7,29            | 47%     | 4t      |